# Dürrenwaiderhammer
Dürrenwaiderhammer ist ein Gemeindeteil der Gemeinde Geroldsgrün im Landkreis Hof (Oberfranken, Bayern). Dürrenwaiderhammer liegt in der Gemarkung Dürrenwaid.

## Geographie
Das Dorf liegt im tief eingeschnittenen Tal der Ölsnitz und des Langenbachs, der dort als rechter Zufluss in die Ölsnitz mündet, und ist allseits von Wald umgeben. Nördlich des Ortes im gemeindefreien Gebiet Langenbacher Forst gibt es einen ehemaligen Dachschieferbruch, der als Geotop ausgezeichnet ist. Im Süden grenzt das gemeindefreie Gebiet Oberer Geroldsgrüner Forst an. Die Staatsstraße 2198 verläuft die Ölsnitz entlang an der Pfarrschneidmühle vorbei zur Stoffelsmühle (2,4 km westlich) bzw. nach Dürrenwaid (0,6 km südöstlich). Eine Gemeindeverbindungsstraße verläuft den Langenbach entlang nach Langenbach zur Kreisstraße HO 29 (3,4 km nordöstlich). Der Ort ist ein Kreuzungspunkt von mehreren Wanderwegen.

## Geschichte
Gegen Ende des 18. Jahrhunderts gab es in Dürrenwaiderhammer ein Anwesen. Das Hochgericht übte das bayreuthische Richteramt Lichtenberg aus. Die Grundherrschaft über das Hammergut, bestehend aus Wohnhaus, Nebengebäude und Hammer- und Kohlenhütte, hatte das Kastenamt Lichtenberg inne.
Von 1797 bis 1808 unterstand der Ort dem Justiz- und Kammeramt Naila. Mit dem Gemeindeedikt wurde Dürrenwaiderhammer dem 1808 gebildeten Steuerdistrikt Steinbach bei Geroldsgrün und der 1818 gebildeten Ruralgemeinde Dürrenwaid zugewiesen. Am 1. Juli 1972 kam Dürrenwaiderhammer im Zuge der Gebietsreform in Bayern durch die Eingemeindung von Dürrenwaid zu Geroldsgrün.

### Einwohnerentwicklung
| Jahr      | 001818 | 001861 | 001871 | 001885 | 001900 | 001925 | 001950 | 001961 | 001970 | 001987 |
| Einwohner | *      | 37     | 56     | 15     | 53     | 49     | 71     | 37     | 43     | *      |
| Häuser    | *      |        |        | 2      | 6      | 7      | 10     | 9      |        | *      |
| Quelle    | [ 6 ]  | [ 9 ]  | [ 10 ] | [ 11 ] | [ 12 ] | [ 13 ] | [ 14 ] | [ 15 ] | [ 16 ] | [ 17 ] |

## Religion
Der Ort ist evangelisch-lutherisch geprägt und bis heute nach St. Jakobus (Geroldsgrün) gepfarrt.

## Wirtschaft
Es gibt einen Gasthof mit Fremdenzimmern, lange Zeit war ein Unternehmen für Straßen- und Wasserleitungsbau im Ort ansässig. Diese 1880 von einem Bauunternehmer gegründete Firma wurde 2013 aus dem Handelsregister gelöscht.